# Aeranthes hymenanthus
Aeranthes hymenanthus là một loài thực vật có hoa trong họ Lan. Loài này được (Rchb. f. ex Benth. & Hook. f.) Griseb. mô tả khoa học đầu tiên năm 1866.